# Peristylus lacertifer
Peristylus lacertifer là một loài thực vật có hoa trong họ Lan. Loài này được (Lindl.) J.J.Sm. mô tả khoa học đầu tiên năm 1927.